# Titularbistum Tharros
Tharros ist ein Titularbistum der römisch-katholischen Kirche. 
Es geht zurück auf einen antiken Bischofssitz in der Stadt Tharros, die sich an der Westküste Sardiniens befindet.   
| Titularbischöfe von Tharros |                                           |                                                   |                  |                    |
| Nr.                         | Name                                      | Amt                                               | von              | bis                |
| 1                           | Josip Uhač Titularerzbischof pro hac vice | Apostolischer Nuntius und später Kurienerzbischof | 23. Juni 1970    | 18. Januar 1998    |
| 2                           | Antal Spányi                              | Weihbischof in Esztergom-Budapest (Ungarn)        | 13. Februar 1998 | 4. April 2003      |
| 3                           | Wenceslao Selga Padilla CICM              | Apostolischer Präfekt von Ulan Bator (Mongolei)   | 2. August 2003   | 25. September 2018 |
| 4                           | László Kerekes                            | Weihbischof in Alba Iulia (Rumänien)              | 26. Mai 2020     |                    |